# Shane Lechler
Edward Shane Lechler (East Bernard, 7 agosto 1976) è un ex giocatore di football americano statunitense che ha militato per 18 anni nel ruolo di punter nella National Football League per gli Oakland Raiders e per gli Houston Texans. Fu scelto al quinto giro (142º assoluto) nel Draft NFL 2000 dai Raiders. Al college giocò a football alla Texas A&M University.
Lechler detiene il record nella storia dei Raiders per aver totalizzato più yard sui punt.

## Carriera

### Oakland Raiders
Lechler fu scelto nel corso del quinto giro del Draft 2000 dai Raiders. Il 25 luglio firmò un contratto di due anni per un valore di 562.000 dollari di cui 71.000 di bonus alla firma. Debuttò nella NFL il 3 settembre 2000 contro i San Diego Chargers. Fin dalla sua prima partita risultò essere uno dei migliori punter di tutta la lega.
Il 26 luglio 2002 firmò un contratto di 7 anni per un valore di 8,375 milioni di dollari di cui un milione di bonus alla firma.
Il 1º agosto 2008 rifirmò per un anno a un milione di dollari.
Il 18 febbraio 2009 firmò un quadriennale per un valore di 16 milioni di dollari di cui 9 milioni garantiti e 4,4 milioni di bonus alla firma.
Lechler fu scelto per ben 7 volte per giocare il Pro Bowl. Nella stagione 2012 superò il record di Ray Guy per maggior numero di yard su punt in tutta la storia dei Raiders.

### Houston Texans
Il 23 marzo 2013, Lechler firmò con gli Houston Texans un contratto triennale del valore di 5,5 milioni di dollari, incluso un milione di bonus alla firma.

### Ritiro
Dopo essere rimasto fermo per l'intera stagione 2018 , Lechler annunciò ufficialmente il suo ritiro il 30 marzo 2019. Fu inseriro nella formazione ideale della NFL degli anni 2010 e nella formazione ideale della NFL del 100º anniversario.

## Palmarès

### Franchigia
- American Football Conference Championship: 1

Oakland Raiders: 2002

### Individuale
- Convocazioni al Pro Bowl: 7

2001, 2004, 2007, 2008 ,2009 ,2010, 2011
- First-team All-Pro: 6

2000, 2003, 2004, 2008, 2009, 2010
- Second-team All-Pro: 3

2001, 2007, 2011
- PFWA All-Rookie Team - 2000
- Formazione ideale della NFL degli anni 2010
- Formazione ideale del 100º anniversario della National Football League

## Statistiche
| Partite       | 222    |
| Punt calciati | 1.102  |
| Yard          | 52.404 |
| Media         | 47,6   |

Statistiche aggiornate al termine della stagione 2013